# Éditions Baleine
Pour les articles homonymes, voir Baleine (homonymie).
Les Éditions Baleine sont une marque d'édition française en activité de 1995 à 2023.
La maison d'édition est créée le 21 septembre 1995 par Antoine Perichou de Kerversau et Hélène Bihéry.
Elles ont édité notamment la série de romans Le Poulpe et de nombreux auteurs français et étrangers, participant à la renaissance du polar hexagonal à la fin des années 1990.
Reprises par Le Seuil, puis le Groupe La Martinière, les éditions Baleine redeviennent indépendantes le 1er août 2008 avec à leur direction Jean-François Platet.
Lorsque les éditions Baleine cessent définitivement leur activité en 2023, les éditions Moby Dick rachètent le catalogue du Poulpe.

## Historique

### Les débuts (1995-1999)
Antoine de Kerversau (directeur des Éditions Alpha Bleue dans les années 1980) et Hélène Bihéry s'associent en 1995 pour créer la société Baleine. Leur idée de départ est de lancer une collection de romans noirs, Instantanés de polar, mais ils changent rapidement pour l'idée que leur propose Jean-Bernard Pouy, Le Poulpe (en hommage aux pulps), centrée sur un personnage récurrent, sorte d'enquêteur libertaire anti-SAS, lequel serait pris en charge à chaque roman par un auteur différent.
Dès les premiers épisodes de la série - La Petite écuyère a cafté de Jean-Bernard Pouy, Saigne-sur-Mer de Serge Quadruppani et Arrêtez le carrelage de Patrick Raynal - le succès est au rendez-vous. Le Poulpe devient alors la locomotive des éditions et entraîne dans son sillage d'autres collections telles que Instantanés de polar, Cheryl, Canaille/Revolver, Tourisme et polar, Macno et Velours.

### Rachat par Le Seuil (1999-2002)
Certaines des collections ne rencontrant pas la faveur du public, la maison d'édition connaît des difficultés financières et elle est rachetée par les Éditions du Seuil en juillet 1999. Les éditeurs de Baleine conservent néanmoins la liberté de leurs choix éditoriaux, mais ils doivent réduire le nombre de leurs publications et supprimer les collections Canaille/Revolver, Tourisme et polar, Macno et Velours.
D'autres expérimentations débutent alors. Jean-Bernard Pouy imagine tout d'abord la Série grise, une collection proposant des textes courts publiés en gros caractère, estampillés de 72 à 83 ans. Présentés comme des polars pour les personnes âgées, ils sont tous publics, avec des héros positifs. Au fil du temps, la teneur des histoires a évolué et s’est étendue à des textes intimistes minimalistes ou au fantastique. Une autre collection est lancée en 2000, Pierre de Gondol, du nom du personnage récurrent, lequel dirige la plus petite librairie de Paris et mène d'étranges enquêtes dans l'univers de l'écrit.
La société Baleine vont tenter d'élargir leur public en sortant de la littérature populaire, avec deux collections généralistes. Ainsi, Antoine de Kerversau lance Ultimes, et Sophie Képès imagine et dirige Si près/si loin, une collection sans contrainte de genre et en grand format dont seulement quatre titres sont parus, la collection ayant souffert de l’étiquette polar des Éditions Baleine.
Gérard Streiff dirige la collection Polarchives dont chaque intrigue policière est ancrée dans un fait historique précis, mais ce sera la plus éphémère des collections de Baleine avec seulement deux titres (la collection sera relancée en 2003 aux Éditions Le Passage). Parallèlement, la revue Caïn, dirigée par François Braud, renaît chez Baleine en 2001 après que les éditions La Loupiote eurent arrêté ses parutions en 1998. La revue qui dissèque le polar avec un humour caustique, des critiques cyniques, des portraits acidulés et des interviews décalés, connaîtra trois numéros (26, 27, 28).

### Mise en veille (2002-2007)
Les résultats étant jugés insuffisants, les Éditions du Seuil mettent un terme à l'aventure en 2002, sans pour autant arrêter totalement la collection « Le Poulpe » dont elles détiennent la propriété littéraire.
La société Baleine est radiée du registre du commerce le 5 juillet 2004.
Antoine de Kerversau a créé en 2003 une nouvelle maison d'édition, "Les Contrebandiers éditeurs - ADK", proche de l'esprit Baleine par les auteurs qu'il publie tels que Bénédicte Heim, Jean-Bernard Pouy, Yves Bulteau, Gérard Alle, Jean-Paul Jody, Pierre Filoche…
Mais cette société a été mise en liquidation judiciaire le 17 octobre 2017.
Sous la houlette de Jean-François Platet en 2005, les Éditions connaissent un renouveau avec deux collections : « Baleine noire » et « Club Van Helsing ». Les éditions Baleine quittent le Groupe La Martinière pour redevenir indépendantes avec la création de la société actuelle le 22/07/2008 : Les Éditions Baleine.

### Renouveau du changement (2007-2014)
En février 2010, une polémique éclate dans le monde du polar, du fait d'une réédition d'un roman policier écrit en 1948 par François Brigneau, Faut toutes les buter ! dans la collection Baleine Noire. En réaction à cette entrée au catalogue d'un écrivain engagé à l'extrême droite, quelques auteurs (dont Didier Daeninckx ou Patrick Raynal) ont décidé de se retirer des éditions Baleine,.
D'autres auteurs, dont Serge Quadruppani, Gérard Delteil, ont cependant contesté cette polémique. L'éditeur répond à ses détracteurs par une lettre ouverte, et au cours d'une émission.
Baleine fait paraître des romans et, dans Hors collection paraissent notamment Alice (Paul Cabine), Misty (Joseph Incardona), Cocktail (A. Weill & H. Chayette), Capitaine Fuck (Ph. Tagli).
Les éditions Baleine cessent définitivement leur activité en 2023. Les éditions Moby Dick rachètent le catalogue du Poulpe.

## Collections
- « Le Poulpe » (204 titres : 1995-2015) : dirigée successivement par Jean-Bernard Pouy (1995-2008), Stéfanie Delestré (2009-2013), Gwenaëlle Denoyers (2013-2016).
- « Instantanés de polar » (48 titres : 1995-2002) : dirigée successivement par Noël Simsolo et Christophe Dupuis, elle révèle des écrivains comme Yasmina Khadra ou Caryl Ferey ;
- « Canaille/Revolver » (41 titres : 1996-2000) : ancienne collection des Éditions Canaille dirigée par Jean-Jacques Reboux. Auteurs publiés : (Pouy, Raynal, Pierre Siniac, Jean-Pierre Andrevon, Pierre Filoche, Michel Chevron, Alexandre Dumal) ;
- « Cheryl » (7 titres : 1996-1997) qui accorde une place importante à la compagne du Poulpe jusqu'alors en retrait ;
- « Tourisme et polar » (16 titres : 1997-1998) dont les récits, accompagnés de photographies, témoignent de l'esprit d'un lieu ;
- « Macno » (15 titres : 1998-2000) : collection d'auteurs français de science-fiction dont chaque volume doit être signé par un auteur différent (comme pour Le Poulpe) ;
- « Velours » (16 titres : 1999-2001) : collection de romans sentimentaux ;
- « Série grise » (19 titres : 2000-2002) : collection de romans noirs « pour les vieux » où les protagonistes sont âgés et les histoires centrées autour d'eux. Ce sont des livres d'une centaine de pages, écrits en caractère 16.
- « Ultimes » (10 titres : 2000-2002) : pas des polars.
- « Pierre de Gondol » (10 titres : 2000-2002) : du nom du personnage récurrent, lequel dirige la plus petite librairie de Paris et mène d'étranges enquêtes dans l'univers de l'écrit. Une collection dite « intello-populaire » qui s'adresse aux personnes s'intéressant aux travaux oulipiens, au regard sur le texte, au jeu et à la référence. Hormis le premier texte fondateur — 1280 âmes de Jean-Bernard Pouy — la collection déroutera les lecteurs. Cette collection devait s'appeler initialement "Albert Fnak".
- « Si près/si loin » (4 titres : 2001-2002) : collection de romans imaginée et dirigée par Sophie Képès, sans contrainte de genre et en grand format.
- « Polarchives » (2 titres : 2001-2002) : collection dirigée par Gérard Streiff, une série de polars fictifs fondés sur des événements historiques alors éclairés par le regard contemporain ;
- « Revue Caïn » (3 n° : 2001-2002) ; revue publiée initialement de 1988 à 1998 par l'Association "Polar" sous la houlette de Jacques Jamet et François Braud.
- « Club Van Helsing » (12 titres : 2007-2008) :  collection dirigée par Xavier Mauméjean et Guillaume Lebeau.
- « Baleine noire » (28 titres : 2007-2013) : des livres de poche de luxe, pour une littérature punk, gothique ou noire dont les derniers titres parus sont Natural Enemies (Julius Horwitz), Fiasco (Nada)